# Кириленко Андрій Павлович
Андрі́й Па́влович Кириле́нко (8 вересня 1906, Алексєєвка, Воронезька губернія, Російська імперія (нині Білгородська область, РФ) — 12 травня 1990, Москва, РРФСР, СРСР) — радянський партійний діяч. Двічі Герой Соціалістичної Праці (7.09.1966, 7.09.1976).
Член ЦК КПУ у 1949—1956 роках, член ЦК КПРС у 1956—1986 роках, член Політбюро (Президії) ЦК КПРС 23 квітня 1962 — 22 листопада 1982 року (кандидат з 29 червня 1957 до 31 жовтня 1961 року), секретар ЦК КПРС (8 квітня 1966 — 22 листопада 1982 року). Депутат Верховної Ради СРСР 3—10-го скликань (у 1950—1982 роках), депутат Верховної Ради УРСР 2—3-го скликань, депутат Верховної ради РРФСР 5—10-го скликань.

## Біографія
Народився 26 серпня (8 вересня) 1906 року в родині шевця-кустаря. У 1920 році закінчив сільську школу в рідній слободі. З вересня 1920 до червня 1925 року навчався в професійно-технічній школі в слободі Алексєєвці. У 1923 році вступив до комсомолу.
Трудову діяльність розпочав у 1925 році слюсарем. У червні 1925 — квітні 1926 року — слюсар заводу губернського олійного тресту в місті Бутурлинівці Воронезької губернії. У квітні 1926 — квітні 1927 року — насосник олійного заводу губернського олійного тресту в слободі Алексєєвці Воронезької губернії.
У квітні 1927 — квітні 1928 року — курсант електрокурсів професійно-технічної школи в слободі Алексєєвці.
У квітні 1928 — травні 1929 року — слюсар Воронезького машинобудівного заводу імені Леніна; робітник шахти імені Крупської на Донбасі.
У травні — серпні 1929 року служив у Червоній армії рядовим 57-го стрілецького полку в місті Острогозьку Центрально-Чорноземної області.
Із серпня до листопада 1929 року працював інструктором Острогозького окружного комітету ВЛКСМ.
У листопаді 1929 — липні 1930 року — інструктор Острогозького окружного відділу місцевого господарства. У липні — грудні 1930 року — завідувач організаційного відділу правління центрального робітничого кооперативу в місті Острогозьку.
У грудні 1930 — вересні 1932 року навчався в Новочеркаському авіаційному інституті, з вересня 1932 року — в Рибінському авіаційному інституті імені Орджонікідзе, який закінчив у 1936 році. Здобув спеціальність інженера-механіка авіамоторобудування.
Член ВКП(б) з вересня 1931 року.
У липні 1936 — серпні 1937 року — інженер-конструктор дослідно-конструкторського відділу авіаційного заводу імені Баранова в місті Запоріжжі Дніпропетровської області. У серпні 1937 — червні 1938 року — провідний інженер дослідно-конструкторського відділу Запорізького авіаційного заводу імені Баранова.
З 1938 року на партійній роботі. У червні 1938 — січні 1939 року — 2-й секретар Ворошиловського районного комітету КП(б)У (авіаційного заводу імені Баранова) в місті Запоріжжі Дніпропетровської області.
У січні — 8 серпня 1939 року — 3-й секретар, а з 8 серпня 1939 по вересень 1941 року — 2-й секретар Запорізького обласного комітету КП(б)У.
Учасник Другої світової війни: в жовтні 1941 — квітні 1942 року — член Військової ради 18-ї армії Південного фронту. У квітні 1942 — жовтні 1943 року — уповноважений Державного комітету оборони СРСР на авіаційному заводі в Москві, на Уралі і Далекому Сході.
У жовтні 1943 — лютому 1947 року — 2-й секретар Запорізького обласного комітету КП(б)У.
У лютому 1947 — липні 1950 року — 1-й секретар Миколаївського обласного комітету КП(б)У.
25 липня 1950 — 23 листопада 1955 року — 1-й секретар Дніпропетровського обласного комітету КП(б)У.
З листопада 1955 року — інспектор ЦК КПРС.
3 грудня 1955 — 28 квітня 1962 року — 1-й секретар Свердловського обласного комітету КПРС.
27 лютого 1956 — липень 1957 і 31 жовтня 1961 — квітень 1966 року — член Бюро ЦК КПРС по Російській РФСР.
23 квітня 1962 — квітні 1966 року — 1-й заступник голови Бюро ЦК КПРС по РСФСР. Одночасно в грудні 1962 — листопаді 1964 року — голова Бюро ЦК КПРС із керівництва промисловістю і будівництвом Російської РФСР.
8 квітня 1966 — 22 листопада 1982 року — секретар ЦК КПРС, куратор промисловості.
З листопада 1982 року — на пенсії в Москві.
Похований в Москві на Троєкуровському цвинтарі.

## Нагороди
- Двічі Герой Соціалістичної Праці (7.09.1966, 7.09.1976)
- сім орденів Леніна (23.01.1948, 2.03.1953, 7.09.1956, 8.03.1958, 7.09.1966, 2.12.1971, 7.09.1976)
- орден Жовтневої Революції (7.09.1981)
- орден Вітчизняної війни 2 степеня (11.03.1985)
- орден Георгія Димитрова (Болгарія)
- орден Клемента Готвальда (1981) (Чехословаччина)
- медаль «За оборону Москви» (.05.1944)
- медаль «За перемогу над Німеччиною у Великій Вітчизняній війні 1941—1945 рр.» (.05.1945)
- медаль «За доблесну працю у Великій Вітчизняній війні 1941—1945 рр.» (.06.1945)
- медаль «За освоєння цілинних земель» (.10.1956)
- медаль «За трудову доблесть» (.12.1959)
- медаль «За доблесну працю. В ознаменування 100-річчя із дня народження В. І. Леніна» (.11.1969)
- медаль «Тридцять років перемоги у Великій Вітчизняній війні 1941—1945 рр.» (.05.1975)
- медаль «60 років Збройних Сил СРСР» (.02.1978)
- медаль «За укріплення бойової співдружності» (.06.1980)
- медалі